# 近藤晃
近藤 晃（こんどう あきら、1934年4月8日 - ）は、財団法人日中経済協会理事、日本航空システム常任顧問。

## 人物
岡山県岡山市北区加茂出身。趣味・特技はゴルフ、バードウォッチング。
2009年4月、春の叙勲で旭日重光章を受章した。

## 学歴・職歴
- 1957年 東京大学法学部卒、日本航空入社。
  - サンフランシスコ支店勤務
  - 日本トランスオーシャン航空取締役
  - 日本エアシステム監査役。
- 1989年 日本航空取締役に就任。
- 1995年6月1日 同社代表取締役社長に就任。
- 1998年4月1日 日本航空システム常任顧問に就任。